# Laskowa (Basse-Silésie)
Pour les articles homonymes, voir Laskowa.
Laskowa est une localité polonaise de la gmina de Żmigród, située dans le powiat de Trzebnica en voïvodie de Basse-Silésie.